# Škoda Fabia
Škoda Fabia — автомобиль малого класса, выпускаемый чешским производителем Škoda Auto. Fabia первого поколения (Mk1) была представлена на 58-м Франкфуртском автосалоне в сентябре 1999 года и заменила на рынке ранее выпускаемую модель Škoda Felicia, снятую с производства в 2001 году. В 2007 на замену вышла Fabia второго поколения (Mk2). Обе модели Mk1 и Mk2 основаны на платформе A04 (PQ24) концерна Volkswagen. В 2014 году началось производство автомобиля третьего поколения (Mk3).
Название образовано из первого слога слова «Fabulous» (поразительный, изумительный) и характерного для автомобилей Skoda окончания «ia». Утверждается, что его придумала писательница Ярмила Лоукоткова.

## Škoda Fabia Mk1
Первое поколение Fabia (внутренний код 6Y) было официально представлено на Франкфуртском автосалоне в сентябре 1999 года, производство этой модели началось в сентябре того же года. В августе 2000 года началось производство версии Fabia Combi c кузовом универсал, а в сентябре автомобиль был представлен на Парижском автосалоне. Третья версия модели Fabia Sedan была представлена публике в феврале 2001 года на Женевском автосалоне, в мае автомобиль поступил в продажу.
Это была первая модель Škoda, использовавшая платформу Volkswagen Group A04, которую она разделяет с автомобилями Volkswagen Polo Mk IV и SEAT Ibiza. Диапазон модификаций начинался с 1,2 6V Classic (который был дешевле, чем меньший 3-дверный 1,0 Volkswagen Lupo) до 1,9 TDi PD vRS.
Отчасти успех Fabia определён тем, что все механические части разрабатываются Volkswagen или в сотрудничестве с ним и предлагаются в пакете, который по цене ниже других моделей Volkswagen Group. Единственный след, оставленный Škoda в Fabia — это двигатель 1,4 8V «MPI», который был модификацией собственного двигателя 1,3 Škoda, который устанавливали на автомобили Skoda Estelle и Favorit до начала сотрудничества с Volkswagen.
В 2001 году появились более дешёвая и простая версия Fabia Junior и грузопассажирская Fabia Praktik, сделанная на базе универсала. В этом автомобиле пассажирский салон был отделён перегородкой от грузового и задние боковые стёкла были заменены металлическими панелями. Длина грузового отсека составляла 1578 мм, объём — 1290 литров. Спортивная версия Fabia RS увидела свет в 2003 году. Автомобиль был оснащён новым турбодизелем рабочим объёмом 1,9 л и мощностью 130 л. с. Специальная настройка шасси́ и дополнительные аэродинамические элементы позволяли ему разгоняться до 206 км/ч. При этом средний расход топлива составлял 5,4 л на 100 км.
В августе 2004 года была произведена небольшая модернизация автомобиля. Наиболее заметными изменениями были новый передний бампер, фары и задние фонари. Появились новые сочетания цветов салона и уровни отделки. Самое главное — была добавлена спортивная модель с 75 л. с. (55 кВт) 1,4 бензиновым двигателем и механической коробкой передач. Этот двигатель вскоре был заменен на 1,2 HTP — не такой мощный, но с гораздо большим диапазоном оборотов двигателя, чтобы придать более спортивный характер. Спортивная спецификация включает красные ремни безопасности и частичное противосолнечное тонирование стекол.
В 2006 году Fabia была показана на Женевском автосалоне с небольшими изменениями в спецификации. Они включают в себя центральный задний подголовник, центральный трехточечный ремень безопасности сзади и дополнительные цвета кузова. 1,4 16v 75 л. с. (55 кВт) бензиновый двигатель был заменен на более мощный 1,4 16v 80 л. с. (59 кВт).
Всего было изготовлено 1 788 063 автомобиля Skoda Fabia первого поколения.

### Двигатели
| 1.0 8V            | 1999-2000 | I4 | AQV / ATY / ARV       | 997   | 37 кВт (50 л. с.), при 5000 об/мин | 84 Н·м при 2750 об/мин       |
| 1.2 MPI 6V        | 2001-2003 | I3 | AWY / BMD             | 1 198 | 40 кВт (54 л. с.) при 4750 об/мин  | 108 Н·м при 3000 об/мин      |
| 1.2 HTP 6V        | 2003-2007 | I3 | AWY / BMD             | 1 198 | 40 кВт (54 л. с.) при 4750 об/мин  | 108 Н·м при 3000 об/мин      |
| 1.2 HTP 12V       | 2003-2007 | I3 | AZQ / BME             | 1 198 | 47 кВт (63 л. с.) при 5400 об/мин  | 112 Н·м при 3000 об/мин      |
| 1.4 MPI           | 2000-2003 | I4 | AZE / AZF             | 1 397 | 44 кВт (59 л. с.) при 5000 об/мин  | 118 Н·м при 2600 об/мин      |
| 1.4 MPI           | 1999-2003 | I4 | AME / AQW / ATZ       | 1 397 | 50 кВт (67 л. с.) при 5000 об/мин  | 120 Н·м при 2500 об/мин      |
| 1.4 16V           | 2000-2007 | I4 | APE / AUA / BBY / BKY | 1 390 | 55 кВт (74 л. с.) при 5000 об/мин  | 126 Н·м при 3800 об/мин      |
| 1.4 16V           | 2006-2007 | I4 | BUD                   | 1 390 | 59 кВт (79 л. с.) при 5000 об/мин  | 132 Н·м при 3800 об/мин      |
| 1.4 16V           | 1999-2007 | I4 | AUB / BBZ             | 1 390 | 74 кВт (99 л. с.) при 6000 об/мин  | 126 Н·м при 4400 об/мин      |
| 2.0 8V            | 1999-2000 | I4 | ATF                   | 1 984 | 88 кВт (118 л. с.) при 5600 об/мин | 174 Н·м при 2400 об/мин      |
| 2.0 8V            | 2000-2007 | I4 | AZL / BBX             | 1 984 | 85 кВт (114 л. с.) при 5200 об/мин | 170 Н·м при 2400 об/мин      |
| 1.4 TDI 6V        | 2005-2007 | I3 | BNM                   | 1 422 | 51 кВт (68 л. с.) при 4000 об/мин  | 155 Н·м при 1600—2800 об/мин |
| 1.4 TDI 6V        | 2003-2005 | I3 | AMF                   | 1 422 | 55 кВт (68 л. с.) при 4000 об/мин  | 195 Н·м при 2200 об/мин      |
| 1.4 TDI 6V        | 2005-2008 | I3 | BNV                   | 1 422 | 59 кВт (79 л. с.) при 4000 об/мин  | 195 Н·м при 2200 об/мин      |
| 1.9 SDI 8V        | 1999-2006 | I4 | ASY                   | 1 896 | 47 кВт (63 л. с.) при 4000 об/мин  | 125 Н·м при 1600—2800 об/мин |
| 1.9 TDI PD 8V     | 2000-2007 | I4 | ATD / AXR             | 1 896 | 74 кВт (99 л. с.) при 4000 об/мин  | 240 Н·м при 1800—2400 об/мин |
| 1.9 TDI PD 8V vRS | 2003-2007 | I4 | ASZ / BLT             | 1 896 | 96 кВт (129 л. с.) при 4000 об/мин | 310 Н·м при 1900 об/мин      |

### Оценка
Журналисты высоко оценивали автомобиль Skoda Fabia, он практически всегда побеждал в сравнительных с «одноклассниками» тестах. Эксперты отмечали хорошую эргономику (удобство посадки, обилие регулировок, удобные органы управления, отменную шумоизоляцию), а также прекрасные ходовые свойства автомобиля (устойчивость и управляемость, тормоза).

…я еду на Фабии в полной уверенности, что это лучший автомобиль в своем классе. По соотношению «цена/качество» — уж точно!
— Михаил Подорожанский, главный редактор «Авторевю»
Динамика сильно зависела от двигателя, а маломощные моторы, применяемые на дешёвых версиях, были слабоваты для такого автомобиля. Также критике подвергался «скучный», но очень качественно собранный салон, тесные задние сиденья, небольшой багажник и внешний вид автомобиля.

Fabia — как некрасивая девушка. Можно сколько угодно уговаривать себя, что она умна, скромна, надежна, непритязательна. И, между прочим, из очень приличной семьи.
— Рустам Акиниязов, шеф-редактор журнала «Автоспорт»
Длительный тест (100 тыс. км) Fabia с двигателем 1.4 MPi показал, что она не является беспроблемным автомобилем. В нём оказалось достаточно много сборочных недочётов: плохо отрегулированные замки дверей, незакреплённые заглушки, незатянутые хомуты. Самым крупным сборочным дефектом была плохо закреплённая тяга механизма переключения передач, из-за чего вместо пятой передачи включалась третья. Были проблемы и с электрикой, также из-за плохо собранных разъёмов.
В целом, в качестве городского автомобиля Fabia оказался неплох — компактный, манёвренный, с тяговитым «на низах» мотором и с острым информативным рулем. Но для езды на дальние расстояния автомобиль был мало пригоден. Слабый мотор затруднял обгоны, маленький топливный бак ограничивал запас хода, небольшой багажник — количество перевозимого груза.
Средний расход бензина АИ-92 за всё время теста составил 7,4 л на 100 км пробега.
| Некоторые результаты измерений         | Некоторые результаты измерений | Некоторые результаты измерений | Некоторые результаты измерений |
| -------------------------------------- | ------------------------------ | ------------------------------ | ------------------------------ |
|                                        | 1.4 MPi 50 кВт                 | 1.4 16V 74 кВт                 | 1.2 HTP 47 кВт                 |
| Максимальная скорость, км/ч            | 156,0                          | 174,1                          | 143,8                          |
| Время разгона 0—100 км/ч, с            | 16,70                          | 12,88                          | 19,38                          |
| Тормозной путь со скорости 100 км/ч, м | 43,2                           | 46,4*                          | 46,7                           |
| *АБС                                   |                                |                                |                                |

### Безопасность
| Euro NCAP                                   | Euro NCAP | Euro NCAP | Euro NCAP |
| ------------------------------------------- | --------- | --------- | --------- |
| Рейтинги                                    | Пассажир  |           | 26        |
| Рейтинги                                    | Пешеход   |           | 12        |
| Протестированная модель: Škoda Fabia (2000) |           |           |           |

## Škoda Fabia Mk2
Производство автомобилей второго поколения (внутренний код 5J) началось в декабре 2006 года, публике они были представлены на Женевском автосалоне в марте 2007 года и поступили в продажу в июне. Автомобили использовали прежнюю платформу, но стали немного больше по габаритам. Автором проекта нового кузова стал известный чешский дизайнер Франтишек Пеликан.
Универсал Skoda Fabia Combi был официально представлен в сентябре 2007 года на автосалоне во Франкфурте. В январе 2008 года автомобили поступили в продажу, в России продажи начались в марте. По сравнению с первым поколением новая Fabia Combi стала длиннее, выше и имела больший багажник общим объёмом 480 литров.
В марте 2008 года было прекращено производство седанов Fabia первого поколения, в модельном ряду Fabia второго поколения седаны отсутствуют.
Модель претерпела небольшую модернизацию в 2010 году. Появилась новая решётка радиатора, трёхмерные гранёные фары стали шире, подчёркивая новые горизонтальные линии передней части автомобиля. Гамма двигателей была расширена до пяти бензиновых и трёх дизельных. Автомобили получили новые колёса и новую гамму расцветок кузова.
В этом же году, чуть позже, был представлен новый спортивный автомобиль Skoda Fabia RS, который оснащался уникальным бензиновым двигателем с двойным турбокомпрессором. За счёт этого мотор рабочим объёмом всего 1,4 л развивал мощность 180 л. с., разгоняя автомобиль до скорости 100 км/ч за 7,3, а максимальная скорость составляла 225 км/ч. Автомобиль имел новый передний бампер, легкосплавные 17-дюймовые колёса дизайна Джуджаро, окрашенные в красный цвет тормоза, а также задний бампер с диффузором и двойными выхлопными трубами. Внутри были установлены специальные спортивные сиденья с логотипом RS, трёхспицевый руль и педали из нержавеющей стали с резиновыми вставками.
В январе 2012 года в линейке моделей появилась ограниченная серия Monte Carlo, посвященной 110-летней годовщине участия марки Škoda в автоспорте. Skoda Fabia Monte Carlo имела чёрные молдинги сбоку, чёрную крышу и наружные зеркала, чёрную облицовку решётки радиатора и затемнённые фары. Легкосплавные 16-дюймовые колеса также были чёрными. У автомобилей был чёрный или чёрный с красными вставками салон, спортивные сиденья и алюминиевые накладки на педали.
| Euro NCAP                                       | Euro NCAP | Euro NCAP | Euro NCAP |
| ----------------------------------------------- | --------- | --------- | --------- |
| Рейтинги                                        | Пассажир  |           | 32        |
| Рейтинги                                        | Ребёнок   |           | 36        |
| Рейтинги                                        | Пешеход   |           | 17        |
| Протестированная модель: Škoda Fabia Mk2 (2007) |           |           |           |

## Škoda Fabia Mk3
В конце августа 2014 года началось производство хетчбэков Fabia третьего поколения
, в начале октября они были официально показаны публике на Парижском автосалоне. В Европе первые автомобили поступили в продажу в ноябре, а в декабре началось производство универсалов Fabia Combi.
Автомобиль выполнен в новом фирменном стиле Skoda впервые представленном концептом Škoda Vision C весной 2014 года на Женевском автосалоне. Этот эмоциональный, «острый» дизайн добавил спортивности Fabia третьего поколения, новый чёткий облик кристаллической формы создаёт уникальную игру света и тени, а элегантная огранка фар и задних фонарей в стиле богемского стекла дополняют красивый облик автомобиля. Изменились его пропорции, Fabia стал немного ниже и вырос в ширину.
Новый автомобиль предлагает больше полезного пространства для пассажиров и багажа: салон стал на 8 мм длиннее и на 21 мм шире в передней части на уровне локтей. Хетчбэк имеет багажник объёмом 330 литров (на 15 литров больше, чем на модели предыдущего поколения) и 1’150 литров — при сложенных задних сиденьях, правда складывается только спинка, образуя высокую ступеньку. Универсал предлагает самый вместительный багажник в классе — 530 литров (на 25 литров больше, чем у модели предыдущего поколения) и 1’395 литров — при сложенных задних сиденьях, сначала складывается подушка, затем на её место ложится спинка образуя ровную площадку. В багажник входят предметы длиной до 1’550 мм, ширина багажника составляет 960 мм, а погрузочная высота — всего 611 мм.
В салоне множество мест для хранения различных вещей. На центральной консоли появился универсальный держатель для мультимедийных устройств, в карманах боковых дверей могут быть размещены отделения для мусора, сетки на внутренних краях спинок передних сидений прекрасно подойдут для хранения мелких предметов. В обеих задних дверях имеются отсеки для хранения полулитровых бутылок, бутылка ёмкостью в один литр войдёт в перчаточный ящик и ещё две бутылки по 0,5 литра можно разместить в центральной консоли.
Fabia третьего поколения — это первый автомобиль фирмы Škoda, оснащённый системой MirrorLink, позволяющей связать смартфон с бортовой мультимедийной системой. Это даёт возможность легко использовать навигационные и музыкальные приложения смартфона в автомобиле. С другой стороны, автомобиль может передавать такие данные как расход топлива, среднюю скорость или стоимость поездки в специальное приложение смартфона.
Новая линейка двигателей состоит из четырёх бензиновых и трёх дизельных моторов. Бензиновые трёх- и четырёхцилиндровые рядные моторы созданы на основе новой модульной концепции MQB концерна Volkswagen. Трёхцилиндровые двигатели 1.0 MPI мощностью 60 и 75 л. с. оснащены системой изменения фаз газораспределения впускных клапанов и распределённым впрыском топлива. Четырёхцилиндровые двигатели с турбонаддувом рабочим объёмом 1,2 литра и мощностью 90 и 110 л. с. также имеют систему изменения фаз газораспределения впускных клапанов, но оснащены непосредственным впрыском топлива (TSI). Два трёхцилиндровых турбодизеля с турбиной изменяемой геометрии и непосредственным впрыском имеют рабочий объём 1,4 литра и развивают мощность 90 и 105 л. с. В 2015 году появится экономичная версия автомобиля Fabia GreenLine с турбодизелем рабочим объёмом 1,4 литра мощностью 75 л. с. с системой рекуперации энергии, старт-стоп системой, шинами с низким сопротивлением качению и улучшенной аэродинамикой.
По версии Euro NCAP Fabia третьего поколения стала лучшим по пассивной безопасности автомобилем в своём классе за 2014 год.
| Euro NCAP                                                    | Euro NCAP | Euro NCAP | Euro NCAP             |
| ------------------------------------------------------------ | --------- | --------- | --------------------- |
| · общий рейтинг                                              |           |           |                       |
| 81%                                                          | 81%       | 69%       | 69%                   |
| взрослый пассажир                                            | ребёнок   | пешеход   | активная безопасность |
| Протестированная модель: Skoda Fabia 1.2 TSI Ambition (2014) |           |           |                       |

## Двигатели и трансмиссия
Автомобили комплектовались широкой гаммой бензиновых атмосферных, турбонаддувных и дизельных двигателей.
Бензиновые нижневальные двигатели с распределённым впрыском топлива MPi (Multi Point Injection).
Это двигатели, разработанные Skoda до вхождения компании в концерн VW. Атмосферный, рядный четырёхцилиндровый бензиновый двигатель рабочим объёмом 1,4 л был создан на основе узлов хорошо себя зарекомендовавшего двигателя рабочим объёмом 1,3 л. автомобиля Skoda Felicia. Головка и блок цилиндров двигателя изготовлены из алюминиевого сплава. Для снижения уровня вибраций двигателя в нижнюю часть блока цилиндров вставляется чугунный блок крышек подшипников коленвала. Трёхопорный коленчатый вал с восемью противовесами с помощью двухрядной цепи вращает расположенный в блоке (OHV) распределительный вал, который с помощью толкателей и коромысел приводит в движение расположенные в головке блока клапаны, по два на цилиндр. В нижней части толкателей расположено гидравлическое устройство компенсации клапанных зазоров. Для улучшения характеристик двигателя используется специальная форма кулачков распределительного вала. Полнопоточная система смазки питается от масляного насоса, который приводится от распредвала конической передачей. Внутри чугунных мокрых съёмных гильз цилиндров движутся поршни из алюминиевого сплава облегчённой конструкции. Во впускном коллекторе перед каждым впускным клапаном установлена электромагнитная форсунка. Топливо на форсунки подаётся топливным насосом по единой топливной магистрали, а включаются форсунки по сигналам блока управления. Дроссельная заслонка с электронным управлением не имеет механической связи с педалью газа. Расположенные по центру свечи зажигания снабжены индивидуальными катушками. Двигатель имеет замкнутую жидкостную систему охлаждения, насос и генератор приводятся одним ремнём. Вся работа двигателя управляется с помощью электронной системы управления Simos, разные варианты системы позволяли иметь различные исполнения двигателей, настроенные для выполнения определённых норм токсичности выхлопных газов.
Бензиновые двигатели HTP (High Torque Performance) с увеличенным крутящим моментом. Это — рядные трёхцилиндровые бензиновые атмосферные моторы рабочим объёмом 1,2 л с двумя или с четырьмя (12V) клапанами на цилиндр. Двигатели имеют выполненные из алюминиевого сплава головку и разъёмный (состоящий из двух частей) блок цилиндров с мокрыми чугунными гильзами. Четырёхопорный коленчатый вал с шатунными шейками, расположенными под углом 120° и противовесами, с помощью цепи приводит во вращение один или два расположенных в головке распределительных вала. Цепь имеет устройство автоматического натяжения с гидроприводом. Кулачки распредвала давят на середину коромысел, которые одним своим концом воздействуют на стержень клапана, а другим через гидравлические толкатели, предназначенные для поддержания постоянного зазора в приводе, упираются в головку блока цилиндров. Балансирный (уравновешивающий) вал, призванный гасить колебания, присоединён к коленчатому валу с помощью шестерни. Двигатели имеют пластмассовый впускной коллектор, в который встроены форсунки, по одной для каждого цилиндра, системы впрыска топлива. С передней стороны двигателя расположен выпускной коллектор со встроенным в него каталитическим нейтрализатором отработавших газов, датчики кислорода (лямбда-зонды) установлены на входе и выходе нейтрализатора. Сверху двигателя установлены модули зажигания, по одному на цилиндр, объединяющие свечу и катушку зажигания. Используется фирменная система управления двигателем Simos. Часть воздуха, поступающего в отдельно установленный воздушный фильтр с сухим фильтрующим элементом, подогревается от нейтрализатора. Смешивание тёплого и холодного воздуха происходит автоматически и регулируется термостатом. Двигатели имеют жидкостное охлаждение и полнопоточную систему смазки под давлением.
Бензиновые 16-ти клапанные (16V) двигатели рабочим объёмом 1,4 и 1,6 л. У рядного четырёхцилиндрового атмосферного двигателя рабочим объёмом 1,4 л головка и блок цилиндров изготовлены из алюминиевого сплава. В блок цилиндров запрессованы чугунные мокрые гильзы. Полноопорный чугунный коленчатый вал с четырьмя противовесами с помощью основного зубчатого ремня приводит во вращение крыльчатку насоса системы охлаждения и расположенный в головке блока распредвал впускных клапанов. От этого распределительного вала вторичным зубчатым ремнём вращение передаётся на распредвал выпускных клапанов. Привод клапанов с гидрокомпенсатором зазора через коромысла такой же, как и у двигателей 1,2 л. Электромагнитные форсунки, по одной на каждый цилиндр, системы впрыска топлива расположены в пластмассовом впускном коллекторе, топливо к ним подаётся по общей топливной магистрали. Воздушный фильтр с сухим фильтрующим элементом расположен сверху и встроен в кожух двигателя. Такая конструкция позволяет существенно снизить уровень шума. На входе воздушного фильтра стоит управляющая заслонка с термостатом, регулирующая соотношение горячего и холодного воздуха. Выпускной коллектор со встроенным нейтрализатором отработавших газов расположен с другой стороны двигателя. Модули зажигания, объединяющие катушку и свечу зажигания установлены сверху двигателя. Используется система управления двигателем фирмы Magneti Marelli. В полнопоточной системе смазки используется компактный и бесшумный шестерёнчатый масляный насос с внутренним зацеплением, размещённый на конце коленчатого вала. Используется замкнутая жидкостная система охлаждения с термостатом и расширительным бачком.
Бензиновые турбонаддувные двигатели с непосредственным впрыском топлива, TSI (Turbocharged Stratified Injection). У рядного четырёхцилиндрового двигателя рабочим объёмом 1,4 л (1.4 TSI) в алюминиевой головке блока цилиндров расположены два распределительных вала приводящие через коромысла с гидрокомпенсаторами V-образно установленные клапаны, по четыре на цилиндр. Рапредвал привода впускных клапанов имеет плавную регулировку углового положения. Вращение на распредвалы передаётся от коленчатого вала с помощью цепи, не требующей обслуживания. Кованный стальной полноопорный коленвал расположен в чугунном блоке цилиндров. Алюминиевые поршни имеют специальные углубления в днищах обеспечивающие завихрение поступающего воздуха и специальное антифрикционное графитовое покрытие юбки.
Выхлопные газы раскручивают турбину, которая вращает компрессор, подающий сжатый воздух в цилиндры двигателя. Турбина имеет управляющую поступающими газами заслонку, с помощью которой меняется её обороты, обороты компрессора и, соответственно, давление наддува. Максимальная величина давления наддува 1,8 бар. Сжатый турбокомпрессором воздух проходит через жидкостный охладитель (интеркулер) отдельной системы охлаждения с собственным радиатором и насосом с электроприводом. Пластмассовый впускной коллектор также имеет специальной формы каналы обеспечивающее завихрение воздуха.
Бензин в двигатель подаётся с помощью электрического топливного насоса и одноцилиндрового топливного насоса высокого давления (ТНВД) приводимого от распредвала впускных клапанов. Форсунки с шестью отверстиями подают топливо в цилиндры под давление в 60 бар, имеют оптимизированный факел распыления и режим двойного впрыска. Дизельные атмосферные SDI (Suction Diesel Injection) и турбонаддувные двигатели TDI (Turbocharged Direct Injection).

## Ходовая часть
Автомобили оснащаются реечным рулевым управлением с гидроусилителем производства фирмы TRW. Насос гидроусилителя приводится от отдельного электромотора, что позволяет экономить энергию, так как насос включается только тогда, когда это необходимо. Кроме того, производительность гидронасоса не зависит от оборотов двигателя автомобиля, что очень важно при парковке, когда усилия на руле максимально, а двигатель работает на малых оборотах. Электронная система управления отслеживает скорость автомобиля, обороты двигателя, угол поворота рулевого колеса и меняет определённым образом производительность гидронасоса. Так обеспечивается изменяемое в зависимости от условий движения усилие на рулевом колесе. Рулевая колонка регулируется в двух направлениях: по углу наклона и вылету.

## Производство и продажи
- С апреля 2000 года сборка автомобилей Fabia началась на заводе концерна Volkswagen в городе Познань, Польша[5].
- 14 сентября 2000 года с конвейера сошёл 100 000-й автомобиль Fabia[49].
- В 2001 году Skoda Auto и украинское предприятие Еврокар заключили лицензионное соглашение, согласно которому Еврокар получил право собирать на своём заводе некоторые модели Skoda для продажи только на территории Украины[50]. В июне 2002 года началась сборка автомобилей Fabia[51].
- 8 апреля 2004 года миллионная Fabia (RS) сошла с конвейера завода в городе Млада-Болеслав[9].
- В мае 2006 года было заключено соглашение о строительстве сборочного завода Skoda в Калужской области, Россия[21], в ноябре 2007 года началась сборка автомобилей Fabia[52], а с апреля 2010 года автомобили стали изготавливать по полному циклу со сваркой и покраской кузовов[53].
- В сентябре 2007 года сборка Fabia началась в Сараево, Босния и Герцеговина[54], а в декабре 2008 года прекратилась из-за изменения местного законодательства[55].
- В октябре 2007 года сборка Fabia началась в городе Аурангабад, Индия[56].
- В апреле 2008 года двухмиллионная Fabia сошла с конвейера[57].
- В декабре 2008 года началось производство Fabia по лицензии в Шанхае, Китай[55].
- Завод полного цикла группы Volkswagen по производству автомобилей, подобный калужскому, был открыт в 2009 году в городе Пуна, Индия. В августе на нём началось производство Fabia[58]. В 2014 году завод переключился на производство модели Rapid вместо Fabia[59].
- 12 октября 2010 года с конвейера завода в Млада-Болеслав сошёл 10-миллионный начиная с 1905 года автомобиль Skoda — Fabia Monte Carlo белого цвета[60].
- 4 мая 2012 года с конвейера в Млада-Болеслав сошёл трёхмиллионный автомобиль Fabia (GreenLine) белого цвета[11].
- В марте 2014 года производство Fabia на сборочном заводе в Калуге будет прекращено, на конвейере его заменит новый автомобиль Skoda Rapid[61].
- В августе 2014 года сборочные конвейеры на заводе в Млада-Болеслав были остановлены для переоборудования под выпуск новой модели[62], 28 августа производство хетчбэков Fabia третьего поколения началось. Официальный дебют Fabia и универсала Fabia Combi состоялся 2 октября на Парижском автосалоне. 15 декабря 2014 года стартовало производство универсалов Fabia Combi[63]. До самого конца года, параллельно с выпуском новой модели продолжалась сборка автомобилей второго поколения[64]. Производство автомобилей в России пока не планируется[39].

| Производство                                                                         | Производство         | Производство        | Производство       | Производство | Производство                                      |
| ------------------------------------------------------------------------------------ | -------------------- | ------------------- | ------------------ | ------------ | ------------------------------------------------- |
| Год                                                                                  | Всего                | Хетчбэк             | Универсал          | Седан        | Источник                                          |
| 1999                                                                                 | 3 652                | 3 652               | -                  | -            | SkodaAuto Annual Report 2000                      |
| 2000                                                                                 | 175 780              | 161 078             | 14 702             | -            | SkodaAuto Annual Report 2000                      |
| 2001                                                                                 | 261 551              | 143 790             | 91 547             | 26 214       | SkodaAuto Annual Report 2001                      |
| 2002                                                                                 | 254 966              | 147 671             | 79 353             | 27 942       | SkodaAuto Annual Report 2002                      |
| 2003                                                                                 | 261 787*             | 141 797             | 99 043             | 19 672       | SkodaAuto Annual Report 2003                      |
| 2004                                                                                 | 239 902*             | 124 464             | 97 103             | 17 263       | SkodaAuto Annual Report 2004                      |
| 2005                                                                                 | 226 164*             | 115 667             | 94 091             | 15 232       | SkodaAuto Annual Report 2005                      |
| 2006                                                                                 | 241 115* (196**)     | 121 506 (196**)     | 106 112            | 12 237       | SkodaAuto Annual Report 2006                      |
| 2007                                                                                 | 243 669 (120 486***) | 152 066 (33 296***) | 78 466 (74 053***) | 13 137***    | SkodaAuto Annual Report 2007                      |
| 2008                                                                                 | 244 602 (2 856***)   | 140 890             | 100 868 (12***)    | 2 844***     | SkodaAuto Annual Report 2008                      |
| 2009                                                                                 | 230 349              | 151 733****         | 78 616             | -            | SkodaAuto Annual Report 2009                      |
| 2010                                                                                 | 193 675              | 125 596****         | 68 079             | -            | SkodaAuto Annual Report 2010 (недоступная ссылка) |
| 2011                                                                                 | 215 138              | 142 115****         | 73 023             | -            | SkodaAuto Annual Report 2011 (недоступная ссылка) |
| 2012                                                                                 | 177 999              | 118 129****         | 59 870             | -            | SkodaAuto Annual Report 2012 (недоступная ссылка) |
| 2013                                                                                 | 158 386              | 110 881****         | 47 505             | -            | SkodaAuto Annual Report 2013 (недоступная ссылка) |
| 2014                                                                                 | 142 545              | 103 548****         | 38 997             | -            | SkodaAuto Annual Report 2014 (недоступная ссылка) |
| Всего                                                                                | 3 191 236            |                     |                    |              |                                                   |
| * включая Fabia Praktik, ** в т.ч. Fabia Mk2, *** в т.ч. Fabia Mk1, **** включая CKD |                      |                     |                    |              |                                                   |

| Продажи в России | Продажи в России | Продажи в России                                                                        |
| ---------------- | ---------------- | --------------------------------------------------------------------------------------- |
| Год              | К-во             | Источник                                                                                |
| 2000             | -                |                                                                                         |
| 2001             | 3464             | Авторевю                                                                                |
| 2002             | 3851             | Авторевю № 2 (281) 2003                                                                 |
| 2003             | 2407             | Авторевю                                                                                |
| 2004             | 1581             | Авторевю                                                                                |
| 2005             | 2248             | Авторевю, AutoBusiness Info Архивная копия от 4 марта 2016 на Wayback Machine           |
| 2006             | 3281             | AutoBusiness Info Архивная копия от 25 марта 2018 на Wayback Machine                    |
| 2007             | 5960 (2250*)     | Авторевю                                                                                |
| 2008             | 9860*            | Авторевю, AutoBusiness Info Архивная копия от 25 марта 2018 на Wayback Machine          |
| 2009             | 11 304*          | ŠKODA AUTO Россия, Авторевю                                                             |
| 2010             | 13 098*          | ŠKODA AUTO Россия, Авторевю                                                             |
| 2011             | 20 643*          | ŠKODA AUTO Россия                                                                       |
| 2012             | 23 025*          | ŠKODA AUTO Россия, AutoBusiness Info Архивная копия от 7 апреля 2014 на Wayback Machine |
| 2013             | 22 292           | Авторевю № 3 (535) 2013                                                                 |
| 2014             | 11 691           | Авторевю № 2 (557) 2015                                                                 |
| 2015             | 104              | Wroom.ru Архивная копия от 16 декабря 2021 на Wayback Machine                           |
| *Fabia Mk2       |                  |                                                                                         |

## Награды
- «Автомобиль 2000 года» по версии английского автомобильного журнала What Car?[англ.][65]
- «Автомобиль Года 2007» в Сербии[66]
- «Золотой руль 2007» (Goldenes Lenkrad 2007) немецкой газеты Bild[67][68]
- «Золотой Клаксон 2007», как «Лучший компактный автомобиль 2007»[69]
- «Internet Car Of The Year 2007» в Польше, организованных сайтом Mojeauto.pl[70]
- Серебряная награда российской национальной премии в области эффективного построения брендов — «Бренд года/EFFIE 2007» в категории «Авто/Мото»[71]
- Победа в двух номинациях «Легковой автомобиль мини и малого класса 2008» и «Лучшее соотношение цена/качество 2008» конкурса «Автомобиль года в Украине 2008»[72]
- Skoda Fabia RS стала победителем VII ежегодной национальной премии «Спортивный автомобиль года — 2011» в категории «Эксперт» (автомобили стоимостью до 1,5 миллиона рублей)[73]

### 
1. Skoda Magazine, Российское издание. — Калуга: ООО Фольксваген Груп Рус, ООО АЛФ Медиа, 2010. — Т. 2. — 97 с. — 15 000 экз.
2. Skoda Style. — Киев: ООО Еврокар, 2008. — Т. 2. — 44 с.
3. М. ПОДОРОЖАНСКИЙ, А. ДИВАКОВ. Skoda, которую мы потеряли // Авторевю : Газета. — 1999. — № 21. — С. 22—24. — ISSN 1029-8517.
4. А. ДИВАКОВ, Е. БОРЫЧЕВ. Выбирай сердцем! // Авторевю : Газета. — 2000. — № 12. — С. 16—20. — ISSN 1029-8517. Архивировано из оригинала 25 марта 2015 года.
5. А. ДИВАКОВ, Л. ГОЛОВАНОВ. Искусство малых форм // Авторевю : Газета. — 2001. — № 1. — ISSN 1029-8517. Архивировано из оригинала 3 августа 2014 года.
6. Дети разных народов // Авторевю : Газета. — 2001. — № 10. — ISSN 1029-8517. Архивировано из оригинала 17 марта 2015 года.
7. Skoda Fabia // Авторевю : Газета. — 2001. — № 19. — ISSN 1029-8517. Архивировано из оригинала 25 марта 2015 года.
8. Александр ДИВАКОВ, Максим КАДАКОВ. Шесть квадратных метров // Авторевю : Газета. — 2002. — № 20. — ISSN 1029-8517. Архивировано из оригинала 25 марта 2015 года.
9. Дмитрий ШЕВЦОВ. Skoda Fabia: 100000 километров // Авторевю : Газета. — 2003. — № 6. — ISSN 1029-8517. Архивировано из оригинала 25 марта 2015 года.
10. Александр ДИВАКОВ, Максим КАДАКОВ. Разумная недостаточность // Авторевю : Газета. — 2004. — № 17. — ISSN 1029-8517. Архивировано из оригинала 18 марта 2015 года.
11. Игорь ВЛАДИМИРСКИЙ. Два пути // Авторевю : Газета. — 2014. — № 22. — ISSN 1029-8517. Архивировано из оригинала 13 октября 2015 года.
12. Илья ХЛЕБУШКИН. Фобии Фабии // Авторевю : Газета. — 2015. — № 17. — ISSN 1029-8517. Архивировано из оригинала 24 января 2016 года.
13. Skoda Fabia Owners Workshop Manual. — USA: Haynes Publishing, 2006. — P. 356. — ISBN 1 84425 376 7.
14. Skoda Fabia руководство по эксплуатации. — Skoda Auto a.s., 2009. — P. 264.
15. Skoda Fabia руководство по эксплуатации. — Skoda Auto a.s., 2012. — P. 202.
16. Каталог Skoda Fabia. — Skoda Auto. — 32 с. Архивировано 24 октября 2012 года.
17. THE NEW ŠKODA FABIA. — Skoda Auto UK, 2014. — 52 p. Архивировано 7 января 2015 года.
18. ŠKODA Fabia Owner's Manual. — Skoda Auto a.s., 2014. — 216 p.
19. Учебные материалы Skoda Auto для СТО